# カール6世 (神聖ローマ皇帝)
カール6世（ドイツ語: Karl VI., 1685年10月1日 - 1740年10月20日）は、神聖ローマ皇帝（在位：1711年 - 1740年）。最後の男系男子で、狭義にはハプスブルク家最後の皇帝。さらにハンガリー国王（在位：同）・ボヘミア国王（在位：同）。レオポルト1世と皇后エレオノーレ・マグダレーネの次男でヨーゼフ1世の弟。マリア・テレジアの父。
若年期は、スペイン・ハプスブルク家断絶後のスペイン王位を主張し、スペイン継承戦争を戦った。しかし、兄ヨーゼフ1世の急逝により神聖ローマ皇帝として即位。プリンツ・オイゲンの活躍により、ハプスブルク君主国史上最大の版図を築いた。しかし、男系の後継者に恵まれず、1713年に国事詔書を布告した。1720年以降は、長女マリア・テレジアに家領を継承させるため、ドイツ諸邦や周辺国に対し、外交的譲歩を繰り返さざるを得なくなった。1740年にカール6世は崩御し、ハプスブルク家の男系が断絶。カールが後半生を傾け、所領と引き換えに取り付けた約束は反故にされ、オーストリア継承戦争が勃発した。

## 生涯

### 生い立ち
1685年10月1日、レオポルト1世と皇后エレオノーレ・マグダレーネの次男として誕生した。
従兄のスペイン王カルロス2世は、先天的に病弱で、子孫も無く、スペイン・ハプスブルク家は断絶を確実視されていた。一度は英仏の合意により第一次分割条約が結ばれた。内容は、カールの異母姉の子ヨーゼフ・フェルディナントを後継者とし、ナポリとシチリアはルイ14世の息子ルイ王太子（グラン・ドーファン）へ、ミラノ公国はレオポルト1世の次男カールへ、分割するものだった。
しかし肝心のヨーゼフが6歳で夭折したため、再び王位継承問題が表面化した。

### スペイン継承戦争

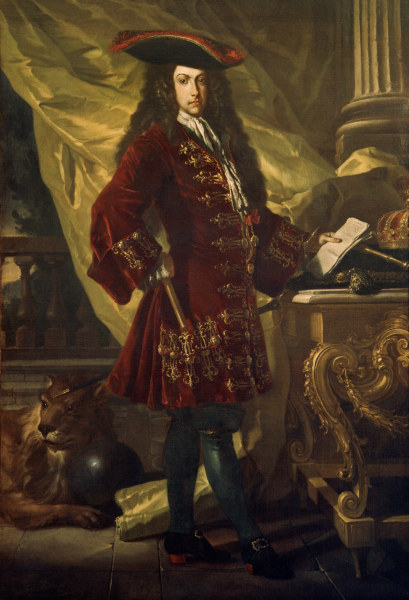
1707年画、「カルロス3世」としてのカール

1700年、カルロス2世が崩御した。カールの父レオポルト1世は、カルロス2世の後継者としてカールを送ろうとした。しかしカルロス2世は生前、後継者としてフランス国王 ルイ14世の孫アンジュー公フィリップ（フェリペ5世として即位）を推薦していた。イングランド国王 ウィリアム3世はフランスがスペインを併合することに脅威を感じていたが、フィリップの即位を容認した。ところが、ルイ14世はスペインの勢力圏であるネーデルランドや植民地を巡り、各国との対立を深めたため、1701年9月7日に対フランス大同盟（ハーグ条約）が締結されるに至った。カールは対仏・西の旗印として、スペイン継承戦争を戦うこととなった。
カールは1703年に同盟国ポルトガルへ渡る。1704年8月4日、ジブラルタルが陥落すると、9月にはカタルーニャに上陸した。このとき、カールは住民から想定外の歓迎を受けた。1705年にイングランドの将軍ピーターバラ伯がバルセロナを占領すると（第1次バルセロナ包囲戦）、バルセロナに入ってカルロス3世を称し、マドリードのフェリペ5世と対峙した。
1706年にスペイン軍に包囲されたバルセロナを守り抜き（第2次バルセロナ包囲戦）、ポルトガルから進軍してマドリードを落としたイングランドの将軍ゴールウェイ伯・ピーターバラと合流した。しかし、フェリペ5世にマドリードを奪い返され、翌1707年にピーターバラがイングランドへ召還、ゴールウェイがフランスの将軍ベリック公にアルマンサの戦いで大敗するとスペインのほとんどを制圧され、劣勢になった。
1708年、ブラウンシュヴァイク＝ヴォルフェンビュッテル家のエリーザベト・クリスティーネとバルセロナで婚礼を挙げた。
1710年にイギリスの将軍ジェームズ・スタンホープとオーストリアの将軍グイード・フォン・シュターレンベルクが反撃してマドリードを再占領したが、フェリペ5世に再び奪回された上、フランスから援軍を率いたヴァンドーム公が同盟軍を急襲、スタンホープはブリウエガの戦いで捕らえられシュターレンベルクもビリャビシオーサの戦いで敗北、フェリペ5世の優位は決定的になった。

### オーストリアへの帰還、皇帝即位
1711年、兄である皇帝ヨーゼフ1世が崩御すると情況が大きく変わった。兄には息子がなく、皇帝選出のためドイツへ戻ったカールがカール6世として帝位を継ぐことになったのである。こうなると、もしカール6世がスペイン王位も継承すれば、かつてのカール5世（スペイン国王 カルロス1世）のような欧州の広大な領土に君臨する強大な君主の出現となり、やはり勢力均衡が崩れてしまうことになる。
そこで1713年、イギリスなどはフランスとスペインが併合されないことを条件として、フェリペ5世の即位を認めることにしてユトレヒト条約を結んだ。こうしてカールはスペイン王位を断念せざるを得なくなり、1714年にオーストリアもフランス・スペインとラシュタット条約を締結した。残されたバルセロナは1714年にフェリペ5世に落とされている（第3次バルセロナ包囲戦）。
兄ヨーゼフ1世には、男子がいなかった。スペイン継承戦争と絡み、1703年、兄弟の間で相続協定が結ばれている。カールのスペイン王位継承が実現し、オーストリア（ヨーゼフ系）とスペイン（カール系）いずれの系統で男系が断絶した場合、もう一方の男系が相続することだった。さらに、父レオポルド1世は、1705年、カールのスペイン王位継承が実現しない場合を見越し、ヨーゼフ同意の上で、チロル伯領を初めとする西独方面の所領を、カールに一括相続させる協定を結ばせた。この時点で、兄ヨーゼフに男児はなかった。

### 戦乱と隆盛、経済政策
皇帝即位後は対外戦争に力を注ぎ、父の代から続いていたハンガリーでのラーコーツィ・フェレンツ2世の叛乱を終息させ、南ネーデルラントからミラノ公国などに勢力を拡大する。
また四国同盟戦争でサヴォイア公国との間でシチリアとサルデーニャの交換が成立し、その際サヴォイア公ヴィットーリオ・アメデーオ2世にサルデーニャ国王の称号を認めた。
さらに1716年、オスマン帝国との間に墺土戦争が起こるとバルカン半島にプリンツ・オイゲンを派遣してオスマン皇帝 アフメト3世と戦い勝利、1718年のパッサロヴィッツ条約でオスマン帝国からベオグラードを奪う。
こうした東西両方面への領土拡張の結果、ハプスブルク君主国史上最大の版図を築き上げた。さらに、カール6世は重商主義政策をとり、1718年に東西インド貿易のためにオーステンデ会社を、翌1719年にはドナウ川やアドリア海での貿易のために帝立オリエント会社をそれぞれ設立させた。貿易の独占を通じて、東方の貴族たちの領土経営を支配し、シュレジエンからベーメンにまたがる麻織物工業に対しては問屋制資本下での統制を試みた。しかし、オーストリアの問屋制資本は外国資本に従属しており、ベーメンの麻織物工業は英国に、水銀や銅はオランダの支配下にあった。さらに英国にはシュレジエンを、ジェノヴァにはベーメンの地租をそれぞれ抵当にして、資金を工面していた。経済的に厳しい状況であり、傭兵軍の維持が困難になっていたため、自国の農民を動員せざるを得なくなっていた。
スペイン領イタリアの奪回を夢見るスペインとの対立は続き、フェリペ5世はサルデーニャとシチリアを占領する強硬策に出たため、1718年に勃発した四国同盟戦争に巻き込まれた。たび重なる戦争で疲憊している同盟側はスペインを圧倒するものの、決定的な勝利を得ることができず、パルマ公国を譲渡する羽目になった。大北方戦争ではロシア・ツァーリ ピョートル1世のバルト海進出を抑えるためグレートブリテン国王・ハノーファー選帝侯 ジョージ1世およびポーランド国王・ザクセン選帝侯アウグスト2世と同盟を結んだ。しかし、その後消極的な姿勢を取ったためイギリスが離反して1721年にフランス・スペインと同盟を結び、オーストリアは孤立した。

### 後継者問題の表面化

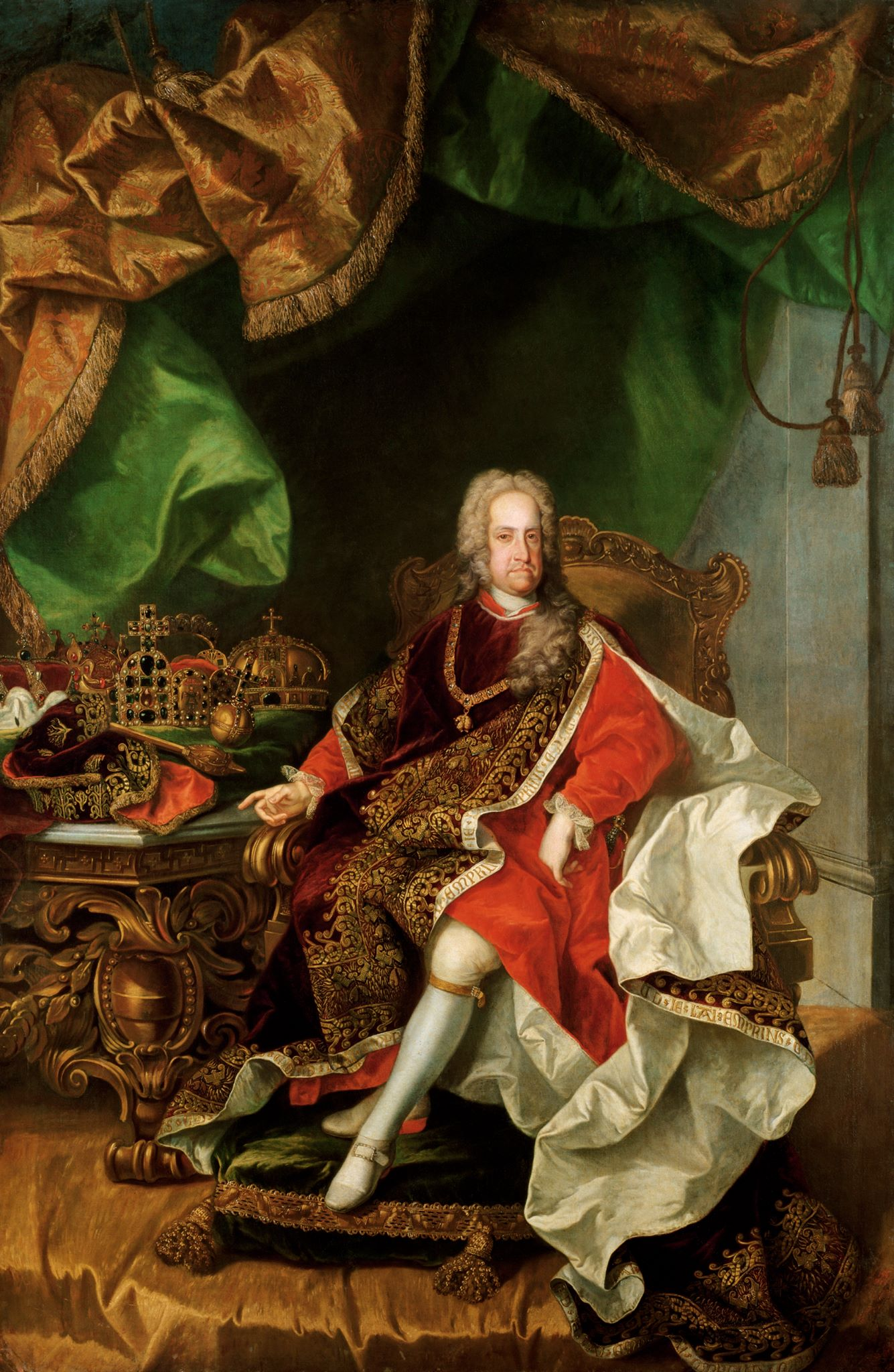
カール6世（年代不明）

ハプスブルク家ではそれまで所領の分割相続が行なわれ、家領の統治の一体性が損なわれてきた。カール6世による一括相続で継承問題は解決したものの、即位時点で、兄ヨーゼフにも男子がおらず、かつ自身にも一人の子も無く、「男系の後継者」そのものがいない状況であり、ウィーン宮廷は「女の宮廷」とまで言われていた。
スペイン継承戦争のユトレヒト条約と、ほぼ時を同じくしてカール6世は、国事詔書を布告した。領土の分割禁止と男系長子相続を決定し、兄ヨーゼフの娘たちの相続順位は、（将来誕生する）カールの子よりも下位だった。
皇后との間にはなかなか子ができず、ありとあらゆる治療を試みた。1716年に唯一の男児レオポルトが誕生するが1歳に満たずに夭折した。翌1717年に誕生した長女マリア・テレジアを後継者にするしかなくなり、1720年、領邦に国事詔書の承認を迫った。兄ヨーゼフの娘たちの結婚にも慎重で、マリア・アマーリエとバイエルン選帝侯カール・アルブレヒトとの結婚は1722年まで承認しなかった。オイゲン公の武功を背景に、1722年6月にハンガリーも国事詔書を承認したため、家領内の全承認を取り付けることができた。
1724年、再び国事詔書を出してマリア・テレジアを家領の相続者に定めることを示し、周辺諸国・諸邦の承認を求めた。
先述の通り、貿易に参入した結果、英国と対立しており、同じく英国と対立しているスペイン（両国はジブラルタルをめぐって対立）と1725年にウィーン条約を締結してそれまでの対立を解消した。これに対してイギリス、フランス、オランダはハノーファー条約で同盟し、戦争がおこるように思われたが、翌年にオイゲン公の尽力でロシア・プロイセンとも同盟を締結して孤立から脱した。
1727年からスペインとイギリスのジブラルタルをめぐる小規模な戦争が行われ、1729年にセビリア条約で終結した。スペインはオーストリアの援軍を期待したが、イギリスの外交官の手回しで中立を堅持した。さらに政略結婚を断られたためスペインは同盟を解消した。国事詔書の承認を求めるカール6世は孤立を避けるため、イギリスと新たに1731年にウィーン条約を締結して同盟を結び直した。
全領土の支配層及び諸国の承認を求め、ハンガリーは貴族の特権を承認、ドイツ諸侯は1732年に承認、イギリスはオステンド会社の解散と引き換えに1731年に、マリア・テレジアによる家領相続を承認させた。しかし、兄ヨーゼフ1世の女婿たち、マリア・ヨーゼファの夫ザクセン選帝侯フリードリヒ・アウグストとマリア・アマーリエの夫バイエルン選帝侯カール・アルブレヒトや、フランスは同意しなかった。
1733年にポーランド継承戦争が勃発する。前王アウグスト2世唯一の嫡出子であるザクセン選帝侯フリードリヒ・アウグストは支持を得られず、フランスの干渉によってスタニスワフ・レシチニスキが国王に選出される事態となった。カール6世は、ザクセン選帝侯から相続の承認を得るべく、プロイセン王国及びロシア帝国と同盟し、フランスと対決した。1734年の一連の戦闘はオーストリアの劣勢となり、翌1735年からの長い休戦交渉の末、1738年にウィーン条約が締結された。
この条約で、フリードリヒ・アウグストのポーランド王位と、ザクセン及びフランスからの相続承認を取り付けた。しかし、これと引き換えに、ナポリやシチリア等イタリア方面の所領の多くを手放し、スタニスワフのためにロレーヌ公国（仏：アルザス＝ロレーヌ、独：エルザス＝ロートリンゲン）をフランスへ割譲した。領地を失ったロレーヌ公 フランツ・シュテファンは、代わってトスカーナ公国が与えられた。
フランツ・シュテファンは、カール6世の長女マリア・テレジアとの結婚を諸邦に認めさせるために、この不利な条約を受け入れた。フランツ・シュテファンはウィーンに遊学してカール6世に息子同然に気に入られており、マリア・テレジアとも相思相愛だった。二人は1736年2月12日に婚礼を挙げ、1737年2月、1738年10月、1740年1月にそれぞれ女児が誕生したが、男児は未だ誕生せず、王位継承問題の解決には至らなかった。
1737年にオスマン帝国との再度の戦争（オーストリア・ロシア・トルコ戦争）に敗れてベオグラードを奪還され、領土は縮小した。
1740年、狩猟の最中に突如腹痛を訴え、闘病の末、同年10月20日に56歳で崩御した。マリア・テレジアは、この時第4子を懐妊中であった。国事詔書に基づいてマリア・テレジアがハプスブルク家の家督を継いだが、これを巡ってオーストリア継承戦争が勃発することとなる。バイエルン選帝侯カール・アルブレヒトは、ついに国事詔書を承認しなかった。1741年3月に、カール6世が待ち望んでいた男児が誕生した（後の皇帝ヨーゼフ2世）。

## 系譜
| カール6世 | 父 神聖ローマ皇帝 レオポルト1世  | 祖父 神聖ローマ皇帝 フェルディナント3世        | 曾祖父 神聖ローマ皇帝 フェルディナント2世[1]                 |
| カール6世 | 父 神聖ローマ皇帝 レオポルト1世  | 祖父 神聖ローマ皇帝 フェルディナント3世        | 曾祖母 バイエルン公女 マリア・アンナ                         |
| カール6世 | 父 神聖ローマ皇帝 レオポルト1世  | 祖母 マリア・アナ[2]                           | 曾祖父 スペイン国王 フェリペ3世                              |
| カール6世 | 父 神聖ローマ皇帝 レオポルト1世  | 祖母 マリア・アナ[2]                           | 曾祖母 マルガリータ[1]                                       |
| カール6世 | 母 エレオノーレ・マグダレーネ[3] | 祖父 プファルツ選帝侯 フィリップ・ヴィルヘルム | 曾祖父 プファルツ＝ノイブルク公 ヴォルフガング・ヴィルヘルム |
| カール6世 | 母 エレオノーレ・マグダレーネ[3] | 祖父 プファルツ選帝侯 フィリップ・ヴィルヘルム | 曾祖母 バイエルン選帝侯女 マグダレーネ                       |
| カール6世 | 母 エレオノーレ・マグダレーネ[3] | 祖母 エリーザベト・アマーリア                  | 曾祖父 ヘッセン＝ダルムシュタット方伯 ゲオルク2世            |
| カール6世 | 母 エレオノーレ・マグダレーネ[3] | 祖母 エリーザベト・アマーリア                  | 曾祖母 ザクセン選帝侯女 ゾフィー・エレオノーレ               |

[1]は兄妹。[2]の兄はスペイン王フェリペ4世、姉はフランス王妃アンヌ・ドートリッシュ。
[3]の妹はポルトガル王ペドロ2世妃マリア・ソフィアと、スペイン王カルロス2世妃マリア・アンナがいる。

## 子女

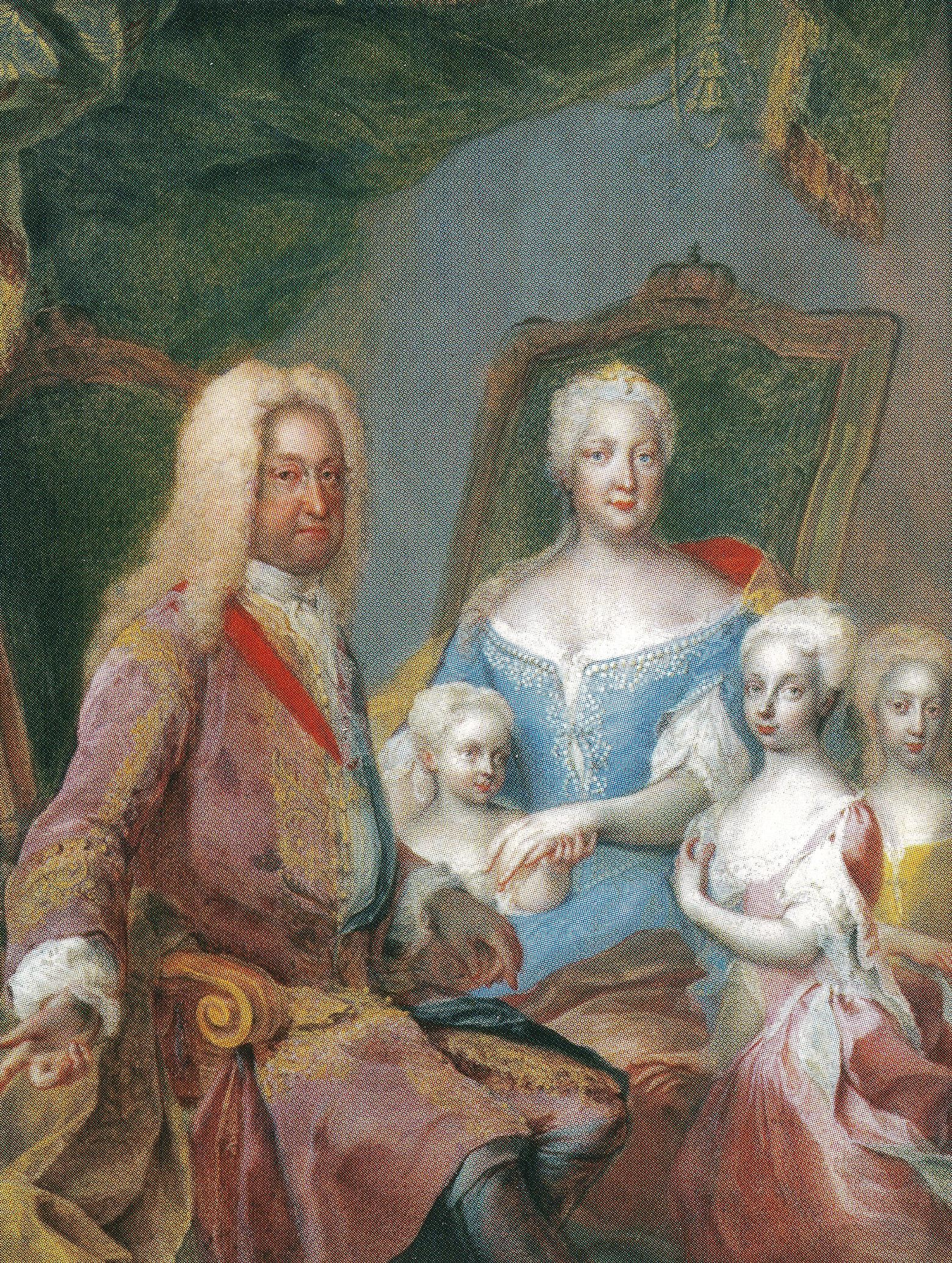
1729年頃画

ブラウンシュヴァイク＝ヴォルフェンビュッテル公ルートヴィヒ・ルードルフの娘であった皇后エリーザベト・クリスティーネとの間には4子がいるが、成人したのは2人だけである。
- レオポルト・ヨーハン（英語版）（1716年）
- マリア・テレジア（1717年 - 1780年） - ハンガリー女王・ボヘミア女王・オーストリア女大公
- マリア・アンナ（1718年 - 1744年） - ロレーヌ公子 カール・アレクサンダー（フランツ1世の弟）妃
- マリア・アマーリア（1724年 - 1730年）

## 人物
カール6世は、スペイン国王として即位することは叶わなかったが、オーストリア金羊毛騎士団の初代騎士団長となり、オーストリア宮廷における同騎士団勲章の名誉と特権を可視化し、オーストリアに同勲章を定着させた。その結果、同騎士団の第二の創設者として評価されている。
皇帝一族の例にもれず狩猟に情熱を注ぎ、春季を過ごすラクセンブルク宮殿や夏季秋季を過ごすファヴォリータ宮殿といった郊外の城館では日常的に親しい友人や側近との狩りを楽しんだ。カールは近視ゆえに射撃が得意とは言えず、1732年には、当時の主馬頭アダム・ツー・シュヴァルツェンベルク侯爵を誤って撃ち殺す事故を起こしている。1740年10月初め、皇帝はハンガリー国境地帯のノイジードル湖での狩猟に出かけた。「記録的に極めて天候が悪く極めて寒い10月」上旬を野山と狩猟小屋で過ごした後、ファヴォリータ宮殿に帰り着いてすぐ重い病に陥り、10月20日にホーフブルク宮殿で崩御している。ヴォルテールはその『回想録』の中で、皇帝の死因はタマゴテングタケの混入したキノコ料理を食したためだとしている。
カールの生前の努力もむなしく、後継者のマリア・テレジアはオーストリア継承戦争で諸外国による攻撃から自らの世襲領を守らねばならなくなるが、彼女は世襲領の大部分は保持したものの、鉱物資源に恵まれたシュレジエン公領はプロイセン国王フリードリヒ2世に、パルマ公領はスペイン・ブルボン家に奪われた。カール6世自身は、王太子時代のフリードリヒ2世に対し、確執関係にあった父フリードリヒ・ヴィルヘルム1世から廃嫡の憂目に遭いそうになっているのを見かねて、自ら調停に乗り出して父子関係を修復させたことがある。
カール6世は自身の初陣となったスペイン戦役を共に戦ったミヒャエル・ヨハン・フォン・アルトハンやロッコ・ステラと生涯の友情を築いた。カールは伝統的に、寵臣アルトハンのスペイン生まれの妻マリア・アンナ・ピニャテッリと愛人関係にあったと推定されてきた。しかしカールの日記にはアルトハン伯爵夫人の名前は一度も出てこず、この推定は実際にはありそうにない。
近年、複数の歴史家が、皇帝は、自ら誤殺してしまったアダム・ツー・シュヴァルツェンベルク侯爵や、猟番の息子など、大勢の男性廷臣と性的関係にあったと主張している。カール6世のセクシュアリティに関するこうした研究によれば、皇帝が生涯にわたり愛を捧げていたのは、親友で主馬頭であり、長い間その妻が皇帝の愛人だと目されていたミヒャエル・ヨハン・フォン・アルトハンであって、皇帝は日記の中でアルトハンを「僕の愛する人、僕の歓び…僕の魂の伴侶」と呼び、2人は定期的に皇帝の寝所で共寝していた。1722年のアルトハンの死によって19年にわたる2人の交情は終わりを告げ、カールは打ちのめされた。皇帝はアルトハンの遺児たちの後見人となり、アルトハンの30万グルデンもの巨額の負債を肩代わりし、未亡人に高額の年金を与えて彼女と遺児たちの生活を保障した。
母語のドイツ語に加えてラテン語、イタリア語、フランス語、スペイン語を流暢に話すことができた。また、貨幣と書籍の収集で知られ、皇帝の収集した書籍を収めた宮廷図書館の責任者には科学者のニコロ・ピオ・デ・ガレッリが任命された。また音楽を愛好し、ヨハン・ヨーゼフ・フックスを楽長とする大規模な宮廷楽団を組織させ、自らも作曲をこなした。